# تیم ملی فوتبال استرالیا
تیم ملی فوتبال استرالیا که به عنوان نماینده استرالیا در مسابقه‌های فوتبال بین‌المللی به میدان می‌رود، به وسیله فدراسیون فوتبال استرالیا اداره می‌شود. این تیم اکنون عضوی از کنفدراسیون فوتبال آسیا می‌باشد و هم‌اکنون عضو منطقه‌ای فدراسیون فوتبال انجمن ملل آسیای جنوب شرقی است.
این تیم همچنین در مرحلۀ نهایی جام‌جهانی در سال‌های ۱۹۷۴، ۲۰۰۶، ۲۰۱۰، ۲۰۱۴، ۲۰۱۸ و ۲۰۲۲ حضور داشته‌است. در جام‌جهانی ۲۰۰۶، که به میزبانی آلمان برگزار شد، استرالیا توانست در مرحلۀ گروهی، بعد از برزیل به عنوان تیم دوم به یک هشتم نهایی صعود کند. کرواسی و ژاپن به‌ترتیب در جایگاه‌های سوم و چهارم این گروه قرار گرفتند. استرالیا در یک هشتم نهایی با نتیجه یک بر صفر مغلوب ایتالیا شد و از دور رقابت‌ها کنار رفت. در جام‌جهانی ۲۰۲۲ نیز استرالیا به عنوان تیم دوم از مرحلۀ گروهی صعود کرد ولی در مرحلۀ بعد با نتیجه دو بر یک مغلوب آرژانتین، قهرمان آن دوره از مسابقات شد. این تیم در رده‌بندی فیفا که در تاریخ  ۱۹ سپتامبر ۲۰۲۴ منتشر شد، در رتبۀ ۲۶ قرار گرفت.

## بازیکنان
این لیست شامل فهرست ۲۶ نفره بازیکنان دعوت شده برای شرکت در جام ملت‌های آسیا ۲۰۲۳ است.
دروازبانان
متیو رایان
جو گاوچی
لاورنس توماس
مدافعان
عزیز بهیچ
هری سوتار
کای رولز
ناتانیل اتکینسون
جردن بوس
لویس میلر
کامرون بورگس
توماس دنگ
جتین جونز
هافبک ها
رایلی مک‌گری
کانر متکالف
کیانو باکوس
آیدن اونیل
پاتریک یزبک
ساموئل سیلورا
جکسون اروین
مهاجمان
میچل دوک
مارکو تیلیو
کوسینی ینگی
کریگ گودوین
جان ایردیل
برونو فورنارولی
مارتین بویل

## تاریخچه
نخستین تیم ملی استرالیا در سال ۱۹۲۲ برای انجام بازی در نیوزیلند تشکیل شد. تا ۲۵ سال پس از آن تیم‌های ملی فوتبال استرالیا، نیوزیلند، چین و آفریقای جنوبی رقیب یکدیگر بودند تا این که با گسترش سفر ارزان هوایی استرالیا رقیب‌های خود را افزایش داد.

### جام ملت‌های آسیا ۲۰۱۵
تیم ملی استرالیا در جام ملت‌های آسیا ۲۰۱۵ که به میزبانی کشورشان برگزار شد توانست با شکست دادن کره جنوبی در فینال به مقام قهرمانی برسد.